# 蒸発皿
蒸発皿（じょうはつざら、英: Evaporating dish）とは、溶液試料から溶媒を蒸発させ、濃縮、または蒸発乾固させる浅い皿の事である。

## 種類
材質
材質は、磁器のほか，ガラス，石英，金属（白金，ニッケル，鉛，鉄など）がある。
酸やアルカリ、腐食性を持つ液体など用途によって、材質を選択し使用する。
形状
共通する特徴は、蒸発面が大きくなるよう口が大きくなっている。ビーカー等のように壁面に蒸発した溶媒が凝縮し戻ってこないよう背が低くなっている。
底の形状によって、丸底蒸発皿、平底蒸発皿、さらに持ち手が付いたカセロールなどがある。
- 丸底蒸発皿：液体に溶けていた溶質を回収するのに使う。使用の際は下に三角架を置き安定化させる。
- 平底蒸発皿：液体に溶けていた溶質を観察するのに使う。
- カセロール：少量の液体を手軽に蒸発させて、溶質を回収するのに利用する。

## 使用上の注意
- 沸騰した時に液が飛び散るので、入れる溶液は7分目以下にする事。カセロールは半分以下[3]。
- 同様の理由で顔を近づけない
- 熱ムラが生じると熱膨張によって破損することがあるため、熱する時は均等になるよう金網などを使用する。カセロールのように直火にかける場合は弱火にして、軽く回しながら蒸発させる。外側に水滴があると割れる場合があるので拭く[3]。
- 金属製の机の上に放置するなどで急冷してしまうと熱収縮で破損するため避ける事
- 加熱中、加熱直後の皿部に直接手で触れない事。移動させる場合は「るつぼはさみ」を使用すること